# José Rafael Bottini
José Rafael Bottini es un futbolista venezolano que jugó de arquero en el club Monagas Sport Club.

## Trayectoria
Debutó como profesional en el equipo Estudiantes de Mérida Fútbol Club. Un año más tarde sería el nuevo refuerzo de Club Nacional Táchira. Después se fue a Nueva Cádiz Fútbol Club donde acaparó la atención de muchos clubes grandes de Venezuela como Deportivo Táchira y Caracas Fútbol Club. Pero, finalmente se marchó al Trujillanos Fútbol Club en el cual fue suplente hasta el año 2002 y fue en este club cuando debutó en un encuentro que terminó 2-2. En el 2006 Bottini fichó por Monagas Sport Club. En el 2007 fue parte del Club Minervén. Finalmente en el 2008 formó parte de la escuadra del Carabobo FC.

## Clubes
| Club                  | País      | Temporadas |
| --------------------- | --------- | ---------- |
| Estudiantes FC        | Venezuela | 1996-1997  |
| Club Nacional Táchira | Venezuela | 1997-1998  |
| Nueva Cádiz           | Venezuela | 1998-1999  |
| Trujillanos           | Venezuela | 1999-2005  |
| Monagas               | Venezuela | 2006-2007  |
| Minervén              | Venezuela | 2007       |
| Carabobo FC           | Venezuela | 2008       |
| Monagas Sport Club    | Venezuela | 2009       |

- Datos: Q5944799